# Pokol a Földön (South Park)
A Pokol a Földön (eredeti címén Hell On Earth 2006) a tizenegyedik epizódja a South Park tizedik évadának, egyben a sorozat 150. epizódja. Eredetileg 2006. október 25-én mutatta be az amerikai Comedy Central, Magyarországon pedig 2007. november 30-án a Cool TV.
A cselekmény középpontjában Sátán áll, aki visszatér a Földre, hogy megrendezze minden idők legnagyobb buliját, ahová csak karszalaggal lehet belépni. Miközben a tökéletességre törekszik, egyre jobban elfajulnak a dolgok. Eközben Butters megidézi Biggie Smalls-t. Az epizód jelentős részben parodizálja a "Szülinap luxuskivitelben" (My Super Sweet 16) című realityt. Első bemutatásakor kisebb botrányt is kavart, amikor a nemrég elhunyt Steve Irwint ábrázolva, egy rája által átszúrtan.

## Cselekmény
|  | Alább a cselekmény részletei következnek! |

Sátán bejelenti, hogy hatalmas Halloween-bulit rendez a W Hotelben. Rengeteg elvárást támaszt, hogy minden tökéletes legyen: egy tortát készíttet, amely egy életnagyságú Ferrari Enzót mintáz, és három közismert sorozatgyilkos (Ted Bundy, Jeffrey Dahmer, és John Wayne Gacy) gondjaira van bízva. Roger Mahony bíboros és a helyi katolikusok megsértődnek Sátánra, amiért őket nem hívta meg, ezért elhatározzák, hogy tönkreteszik a bulit. A tűzoltóparancsnokot akarják ezért felhívni, de őt is meghívták a vendégségbe, ezért megpróbálnak betörni. A biztonsági szolgálatnak hála viszont nem jutnak be.
Eközben Cartman, Token, Kyle, Stan, Tweek, és Butters meg akarják idézni Biggie Smalls szellemét. Buttersnek sikerül is, csakhogy Biggie nagyon dühös lesz, mert így lemarad a nagy buliról, ezért arra kényszeríti a fiút, hogy juttassa el őt oda. El is indulnak, de útközben kétszer is (először Kyle, majd Randy Marsh) visszaidézik őt.

A három sorozatgyilkos tönkreteszi a tortát és nem tudnak újat csinálni. Sátán jobb keze, Demonius az utolsó pillanatban talál egy Acura TSX tortát az utolsó pillanatban. Sátán dühös lesz, amiért ez nem az a torta, és az sem érdekli, hogy a vendégek jól érzik magukat mindentől függetlenül, és dühöngeni kezd. A vendégek ezt nem tűrik és elkezdenek hazamenni. Sátán rádöbben, hogy éppen úgy viselkedik, mint azok a hisztis lányok a "Szülinap luxuskivitelben", ezért mindenkitől bocsánatot kér, és mindenkit beenged a buliba. Butters, aki épp ekkor érkezik Los Angelesbe, megidézi Biggie Smallst, aki hálából beviszi magával a buliba.
|  | Itt a vége a cselekmény részletezésének! |

## Érdekességek
- Az epizód az utolsó percekben állt össze, ugyanis a történetét a közelgő Halloween alapján rakták össze. Trey Parker és Matt Stone annyira rühellték a "Szülinap luxuskivitelben"-t, azt a valaha volt leggusztustalanabb műsornak tartva, hogy elhatározták, ezt is beleveszik a részbe.[1]
- Az epizód eredetileg azzal a jelenettel kezdődött volna, amikor a fiúk a tükör előtt állnak. Az utolsó pillanatban ezt megcserélték arra a jelenetre, amely a pokolban játszódik.
- Amikor a három sorozatgyilkos meghozza a Ferrari Enzo-tortát, a Yello "Oh Yeah" című száma szól. Ez utalás a "Meglógtam a Ferrarival" című filmre, ahol ugyanez a dal szól.[2]
- A buliban megjelenik Steve Irwin is, akinek egy rája áll ki a mellkasából. Sátán odamegy hozzá és közli, hogy Irwin halála után ízléstelenség ebben a jelmezben mutatkozni. Amikor rájön, hogy ő az igazi Irwin, kidobatja a buliból, mert nincs rajta jelmez. A jelenetet sokan ízléstelennek találták, hiszen Steve Irwin nem sokkal korábban halt meg.[3] Nem először szerepelt egyébként a sorozatban, az Őskori jégember című epizódban egyszer már kifigurázták.[4]